# Refugi de Coll de Midós
El refugi de Coll de Midós és un refugi de muntanya prop del poble de Bescaran dins el municipi de les Valls de Valira (Alt Urgell) a 2.010 m d'altitud i situat just sobre el Coll de Midós.